# Palais de la culture de Iași
Le palais de la culture de Iași est un bâtiment d'un style néo-gothique situé à Iași en Roumanie. Il a été construit entre 1906 et 1925 pour remplacer l'ancienne Cour princière de Moldavie qui se trouvait en ruine. Avec cet édifice, le roi Carol Ier avait la volonté d’offrir un véritable symbole à la ville, il était devenu le bâtiment administratif. En 1955, il est nommé Palais de la Culture.
Ce bâtiment imposant est réparti sur une surface totale de 35,000 m2 et contient 268 salles.
Le palais est inscrit sur la liste des monuments historiques en Roumanie.
Aujourd'hui il abrite quatre musées : 
- Le musée d’Histoire de la Moldavie ;
- Le musée d’Art ;
- Le musée ethnographique ;
- Le musée des sciences et techniques Ștefan-Procopiu (regroupant une collection d'appareils musicaux).

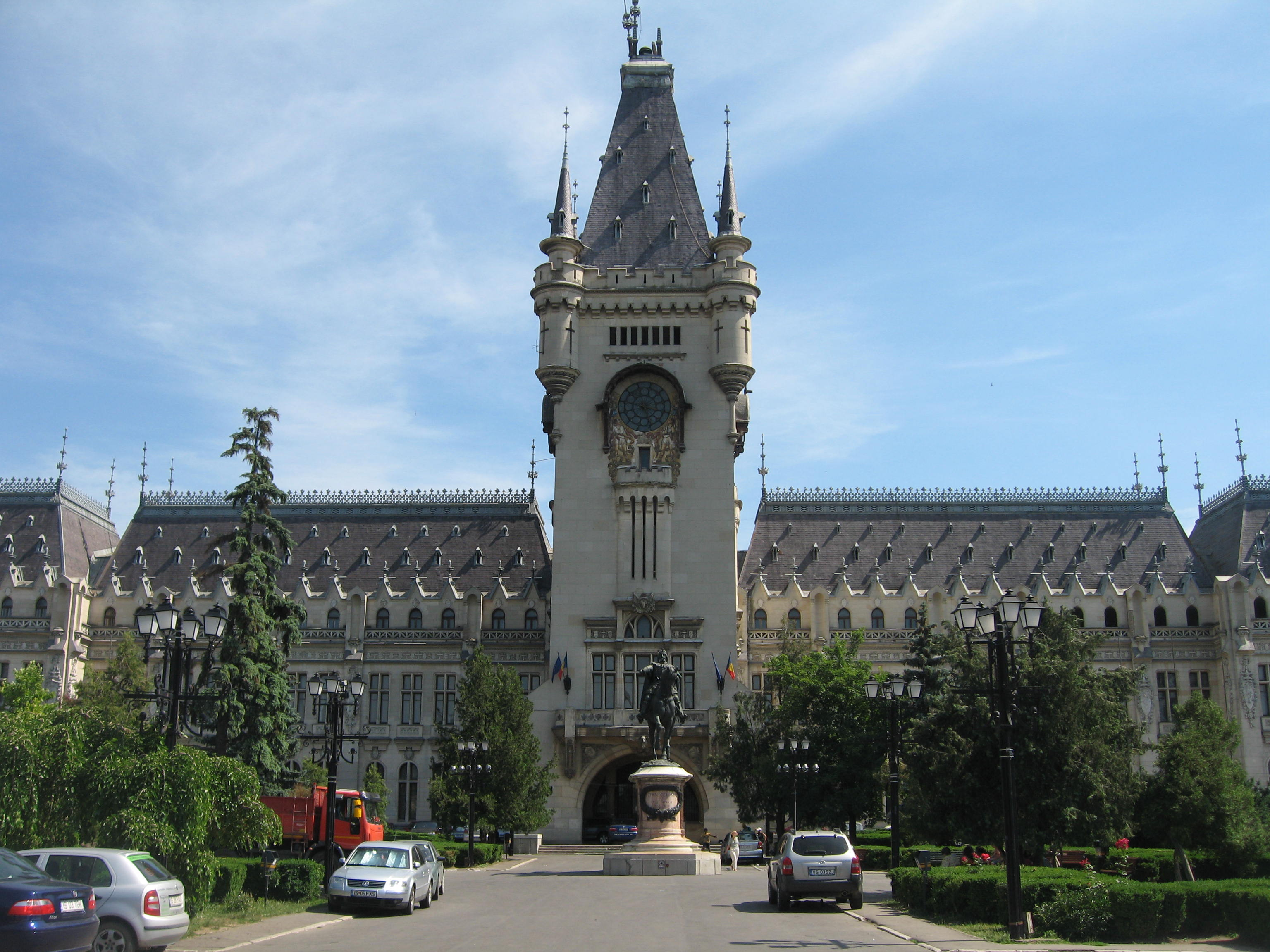
Vue de devant.
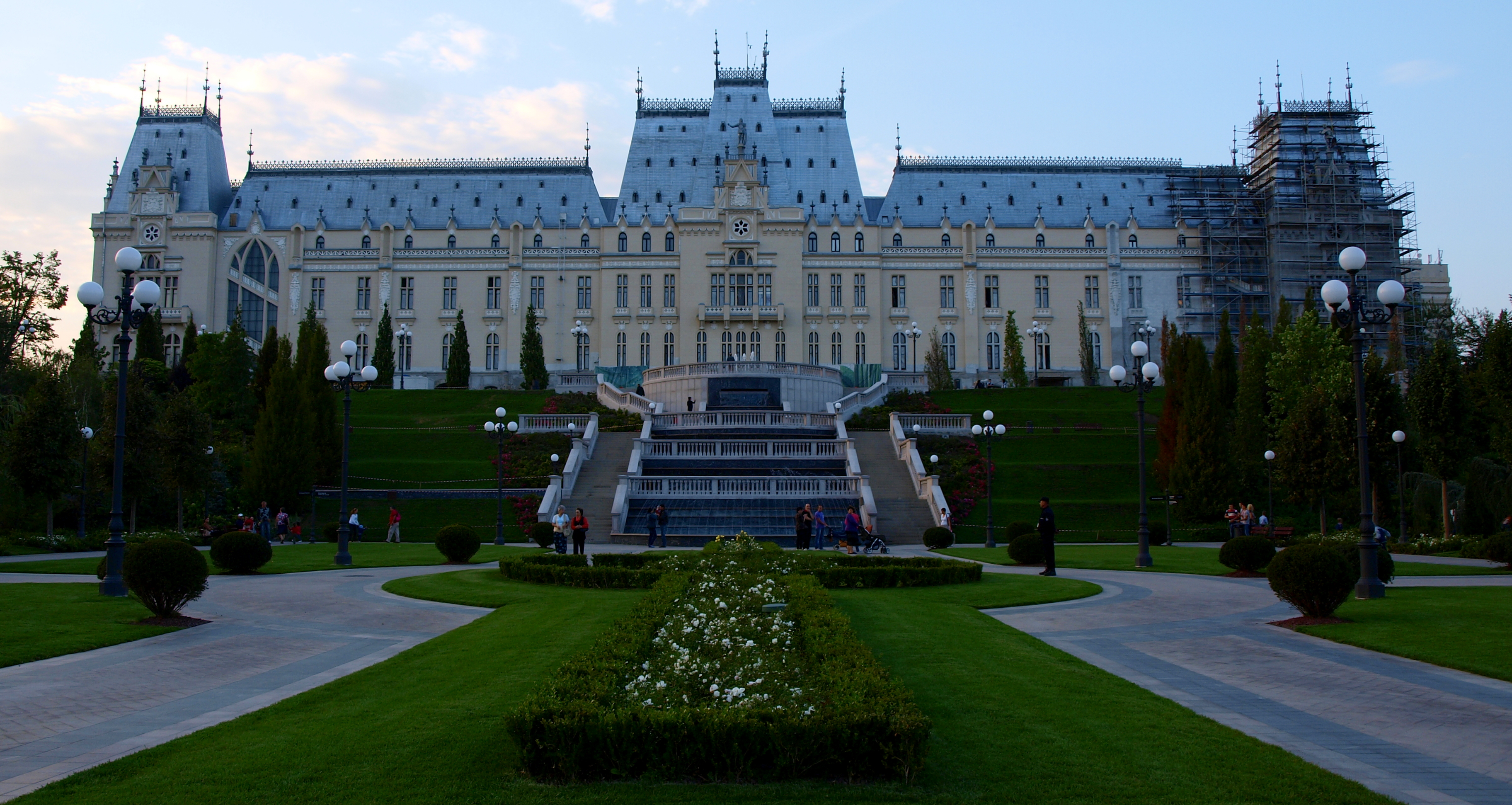
Vue à l'arrière du palais.
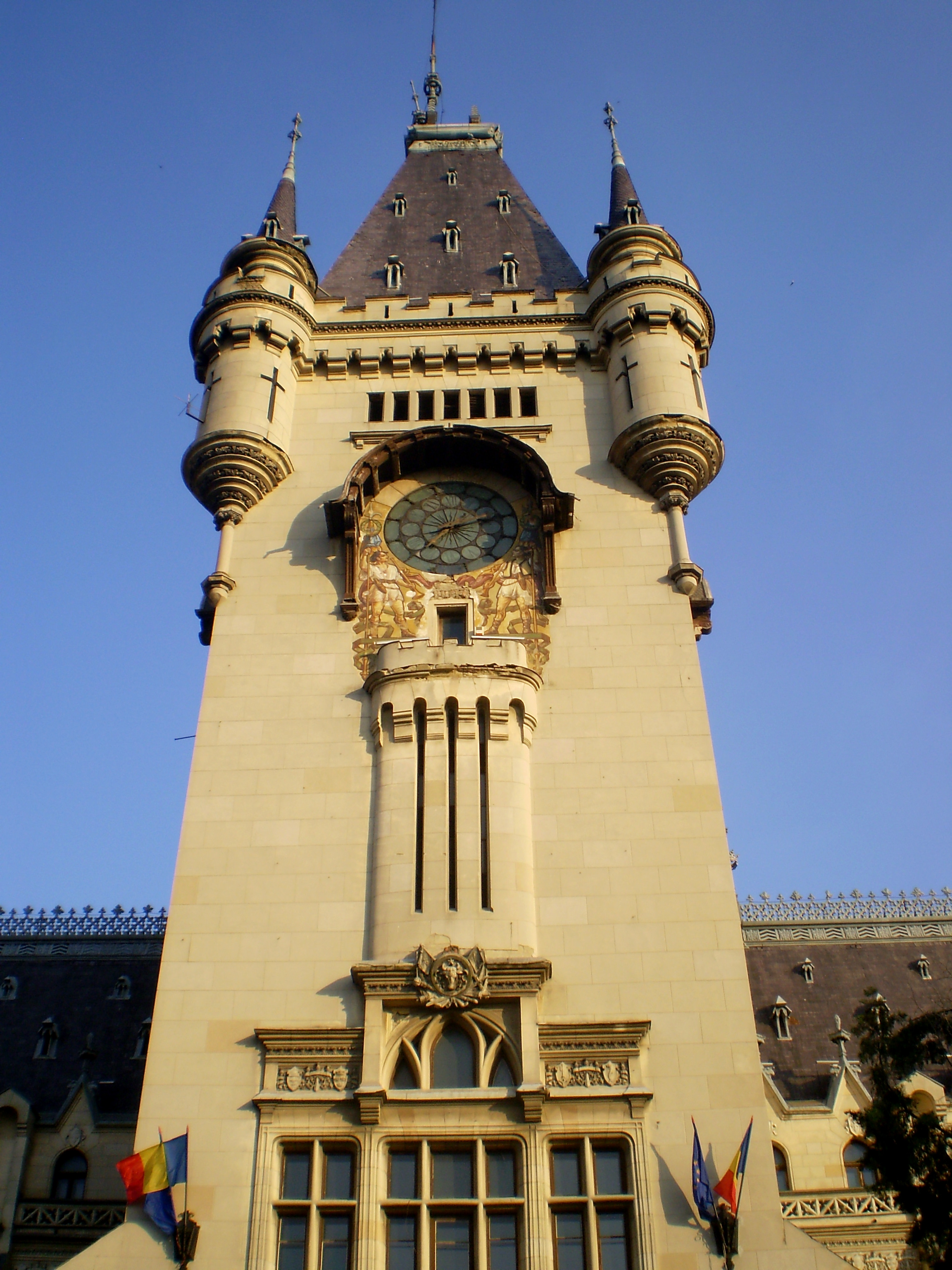
La tour.